# Jan Szaniawski
Jan Szaniawski, ps. Szwed (ur. 20 października 1903 w Nowym Dworze, zm. 27 maja 1985 w Warszawie) – pułkownik, uczestnik II wojny światowej w szeregach Armii Ludowej i ludowego Wojska Polskiego, członek Rady Naczelnej PPS, komendant wojewódzki MO w Lublinie.

## Życiorys
Był synem Franciszka i Kazimiery Bieńkowskich. Od 1930 działacz PPS. Należał do Milicji Ludowej RPPS, której część w 1944 weszła w skład Armii Ludowej. Używał konspiracyjnego nazwiska Szaniawski. W czasie powstania warszawskiego był oficerem operacyjnym sztabu zgrupowania AL na Starym Mieście. Od 25 sierpnia 1944 p.o. dowódcy, dowódca zgrupowania AL na Żoliborzu, które współdziałało z oddziałami Armii Krajowej. Wieczorem 30 września 1944 wraz z grupą 28 żołnierzy AL przebił się do Wisły i ewakuował na Pragę. Następnie służbę kontynuował w ludowym Wojsku Polskim. Jako major, od 26 października 1944 pełnił funkcję zastępcy dowódcy do spraw polityczno-wychowawczych w 7 Dywizji Piechoty. Następnie już w randze podpułkownika został odkomenderowany do 2 Armii Wojska Polskiego.
W Milicji Obywatelskiej, od 3 lutego 1945, pełnił funkcję komendanta KW MO w Lublinie a następnie, w okresie od 8 czerwca 1945 do 1 maja 1948, zastępcy komendanta do spraw operacyjnych w KG MO w Warszawie. Był też członkiem Komisji Historycznej ZG ZBoWiD.
Pochowany na cmentarzu Wojskowym na Powązkach w Warszawie (kwatera II D4-6-8).

## Ordery i odznaczenia
- Krzyż Oficerski Orderu Odrodzenia Polski (10 października 1945)[13]
- Złoty Krzyż Zasługi (4 października 1946)[14]
- Medal za Warszawę 1939–1945 (17 listopada 1946)[15]
- Złota odznaka honorowa „Za Zasługi dla Warszawy” (23 maja 1967)[16]